# 다무라 히토시
다무라 히토시(일본어: 多村 仁志, 본명: 多村 仁(동음), 1977년 3월 28일 ~ )는 전직 일본의 프로야구 선수이다.

## 인물

### 프로 입단 전
요코하마 고등학교 시절에는 사이토 다카유키, 기다 쇼이치와 함께 클린업 타선을 형성하여 3학년 때 춘계·하계 연속(1994년)으로 고시엔 대회에 출전, 제66회 선발 고등학교 야구 대회 1차전에서 아카호시 노리히로가 소속된 오부 고등학교와 상대했다.
1994년 프로 야구 드래프트 4순위로 요코하마 베이스타스에 입단, 당시의 등록명이자 본명은 ‘多村 仁’(동음)였다.

### 요코하마 시절

#### 1995년 ~ 2003년
이듬해 1995년부터 2년 간 2군에서 활약하다가 1997년 4월 4일에 1군 데뷔 무대이자 시즌 개막전인 주니치 드래건스전에서 출전했다. 이 경기는 나고야 돔에서의 최초로 치른 경기여서 다무라는 7회초에 요코하마의 개막전 선발 투수인 모리타 고키의 대타로 출전해 주니치의 개막전 선발 투수인 야마모토 마사와 상대한 첫 타석에서는 외야 플라이로 끝났다. 4월 8일, 한신 타이거스전에서는 다무라 쓰토무로부터 첫 안타를 때려냈고 시즌 종료 후 입단 1년째부터 극심한 통증에 시달리고 있던 오른쪽 어깨 수술을 받았다.
1998년에는 오른쪽 어깨 수술을 받은 것을 계기로 재활훈련에만 전념해 그 해에는 1군과 2군 모든 경기에 출전할 수는 없었지만 이듬해 1999년에는 2군에만 출전했다. 2000년에는 주로 대타로서 경기에 출전하는 등 1군에서의 성적은 84경기에 출전해 타율 2할 5푼 7리, 홈런 7개를 기록했고 2003년에는 91경기에 출전하여 타율 2할 9푼 3리, 18홈런, 46타점 기록하는 등 회복의 조짐을 보이기 시작했다.

#### 2004년
그 해에는 처음으로 개막전 엔트리에 합류하면서 타격면에서는 단번에 개선되어 기대 이상의 타격 플레이로 홈런을 양산하는 등 8월 15일에 요코하마와 전신인 다이요를 통해 일본인 타자로서 다시로 도미오 이래 23년 만이 되는 30홈런을 달성했다. 10월 6일에 일본인 타자로서는 구단 역사상 최초로 40홈런을 달성했고 3할 대의 타율, 40홈런, 100타점은 구단 최초 기록이다.

#### 2005년
시즌 개막 직전 인플루엔자에 감염되어 개막전에 출전하지는 못했지만 4월 5일 요미우리 자이언츠전부터 복귀해 댄 미셀리로부터 프로 데뷔 후 처음으로 끝내기 안타를 때려냈다. 여기서부터 불방망이가 폭발하여 6월 18일의 경기 종료시점에서 타율 3할 4푼 4리, 21홈런을 기록하여 잠정적으로 타격 2관왕 자리를 차지했다. 6월 22일 허리 통증으로 인해 등록이 말소되면서 그다지 증상은 심각하지 않았지만 등록 말소 기간의 열흘 간격으로 1군에 복귀할 예정이었다. 그러나 6월 29일, 2군에서 연습하기 위해 자신의 차량인 포르쉐를 몰고 베이스타스 종합 연습장으로 향하던 도중 요코하마 요코스카 도로인 아사히나 인터체인지 부근에서 방음벽과 충돌하는 사고를 일으켜 차량은 크게 파손되었고 다무라도 병원에 입원하였다.
정밀 검사에서 뇌에는 아무 이상이 없었지만 전치 2주의 큰 부상을 당하면서 1군에 복귀하기까지는 상당한 시간이 걸릴 정도의 심각한 상태였고 이 때문인지 전반기의 결장은 피할 수 없었다. 7월 29일 히로시마 도요 카프전에서는 복귀했지만 교통사고가 일어나기 전에 보였던 타격은 제대로 발휘할 수 없었다. 시즌을 통해서는 2년 연속으로 3할 대의 타율과 30개의 홈런을 달성했지만 교통사고에 의한 결장에의 징벌성 조치로서 작년과 동일한 수준의 계약 갱신을 피할 수 없게 되었다.

#### 2006년
월드 베이스볼 클래식 일본 국가대표팀 선수로 발탁되어 호수비나 대형 홈런을 때려내는 등 팀의 우승에 큰 기여를 했고 홈런 3개와 9타점은 팀내에서 각각 1위를 기록했다. 정규 시즌에서는 4월 4일 주니치전(요코하마 스타디움)에서 9회말에 이와세 히토키로부터 기사회생의 동점 홈런(2점)을 때려내는 등의 활약을 하고 있었지만 4월 20일부터 갑작스런 부상때문에 한 달 정도의 전력에서 이탈되었다.
그 후 1군에 복귀하였지만 6월 7일 도호쿠 라쿠텐 골든이글스전(풀캐스트 스타디움 미야기)에서 홈으로 출루를 시도할 때 클로즈 플레이 시에 갈비뼈가 부러지는 큰 부상을 당하여 전력에서 장기 이탈당하는 수모를 겪었다. 시즌 종료 후에는 오랜 부상에 시달리고 있던 허리 부위에 통증을 막아내는 주사를 놓으면서 재기를 다졌지만 시즌 종료 후 일부 신문에서 다무라가 트레이드 대상자로 보도되어 여러 차례의 추측성 보도가 나오기도 했다. 12월 5일에는 월드 베이스볼 클래식에서 대표팀 감독을 맡았던 오 사다하루가 이끄는 후쿠오카 소프트뱅크 호크스에 데라하라 하야토와의 1대 1 맞트레이드로 입단이 확정되었고 12월 12일의 기자회견에서 등번호는 요코하마 시절과 똑같은 6번으로 배정되었다.

### 소프트뱅크 시절

#### 2007년
개막전에 3번 타자로 출전해 2개의 홈런을 날리는 등 3개 안타를 때려냈고 처음으로 시즌 중에 단 한 번도 2군에 떨어지는 일도 없이 개인 최고 성적인 132경기에 출전했지만 가벼운 통증을 호소하는 등 경기 도중에 교체되는 일이 많았다. 7월 3일부터 9월 6일까지 홈런이 나오지 않는 등 타율 2할 7푼 1리, 13홈런, 68타점을 남기면서 타격에 관해서 만족스러운 성적을 낼 수 없었다. 최종 후보로 남으면서 등번호 1번이 주어져 있었던 베이징 올림픽 야구 국가대표팀 후보에 관해서는 허리 통증 때문에 오스트레일리아와의 강화 시합에 나갈 수 없게되어 그대로 명단에서 제외되었다.

#### 2008년
개막 이후부터 3번·중견수로 선발 출전했지만 허리 통증 때문에 4월 18일부터 4경기를 결장해 4월 23일부터 복귀했다. 그러나 4월 25일 지바 롯데 마린스전에서 3회초 수비 도중 오쓰카 아키라가 때린 좌중간 타구 방향을 쫓아가며 좌익수 하세가와 유야와 충돌해 오른쪽 다리 종아리뼈가 골절되는 부상을 당하면서 전반기를 암울하게 보냈다. 9월 상순부터 복귀하여 2경기 연속으로 맹타상을 기록하는 등 활약을 보였다. 다리 상태가 좋지 않아 9월 하순에 다시 1군 등록이 말소되면서 그대로 시즌을 끝냈다.

#### 2009년
시범 경기 도중 견제구로 누상에서 귀루할 때 오른쪽 어깨가 손상되어 시즌 개막은 2군에서 맞이했고 5월 22일 1군에 복귀했을 때 등록명을 ‘多村 仁志’(동음)로 변경했다. 복귀 이후에는 타격 호조를 이루면서 팀을 이끌었지만 8월 이후에는 피로나 부상에 의한 결장이나 경기 도중에 교체되는 일이 많아지자 타격 상태도 무너졌다. 최종적으로 타율 2할 8푼 2리, 17홈런, 57타점에 머물렀고 클라이맥스 시리즈는 허리 통증 때문에 1차전과 2차전 모두 결장했다. 해외 이적도 가능하는 FA권을 취득했지만 권리를 행사하지 않고 팀에 잔류하겠다는 입장을 자신의 블로그(현재는 폐쇄됨)를 통해 밝히기도 했다.

#### 2010년
5월 8일 사이타마 세이부 라이온스전에서의 6회에 프로 통산 150호 홈런을 기록했고 5월 26일에는 고쿠보 히로키의 부상도 있어 프로 데뷔 후 처음으로 4번 타자로서 출전했다. 교류전에서는 역대 최고 타율인 4할 1푼 5리를 남기며 수위타자를 획득했고. 7월 23일에는 팬 투표에 의해서 데뷔 16년 만에 처음으로 올스타전에 출전하여 후쿠오카 Yahoo! JAPAN 돔에서 개최된 1차전에서는 퍼시픽 리그 팀의 4번 타자로 출전했다. 8월 24일의 오릭스 버펄로스전에서는 1회말에 곤도 가즈키로부터 6년 만에 만루 홈런을 때려냈다.
시즌 통해서 특별한 부상없이 계속 출전하는 등 개인 최고 성적인 140경기에 출전해 타율 3할 2푼 4리, 33개의 2루타, 166안타, 출루율 3할 7푼 4리를 기록했고 100경기 이상 출전한 시즌에서는 처음으로 삼진 개수가 두 자릿수에 머물렀다. 그리고 외야수로서는 최고 득표를 획득하여 베스트 나인에도 선정되었다. 11월 15일에 메이저 리그 이적에 시야를 넣어 FA권을 행사했지만 11월 24일에 잔류를 표명, 이듬해 2011년 1월 28일에는 연봉 1억 8,000만 엔에 성과급 지급으로 단년 계약을 맺었다. 구단에서는 4년 계약의 제시를 받고 있었지만 결국에는 단년 계약으로 맺었다고 한다.

#### 2011년

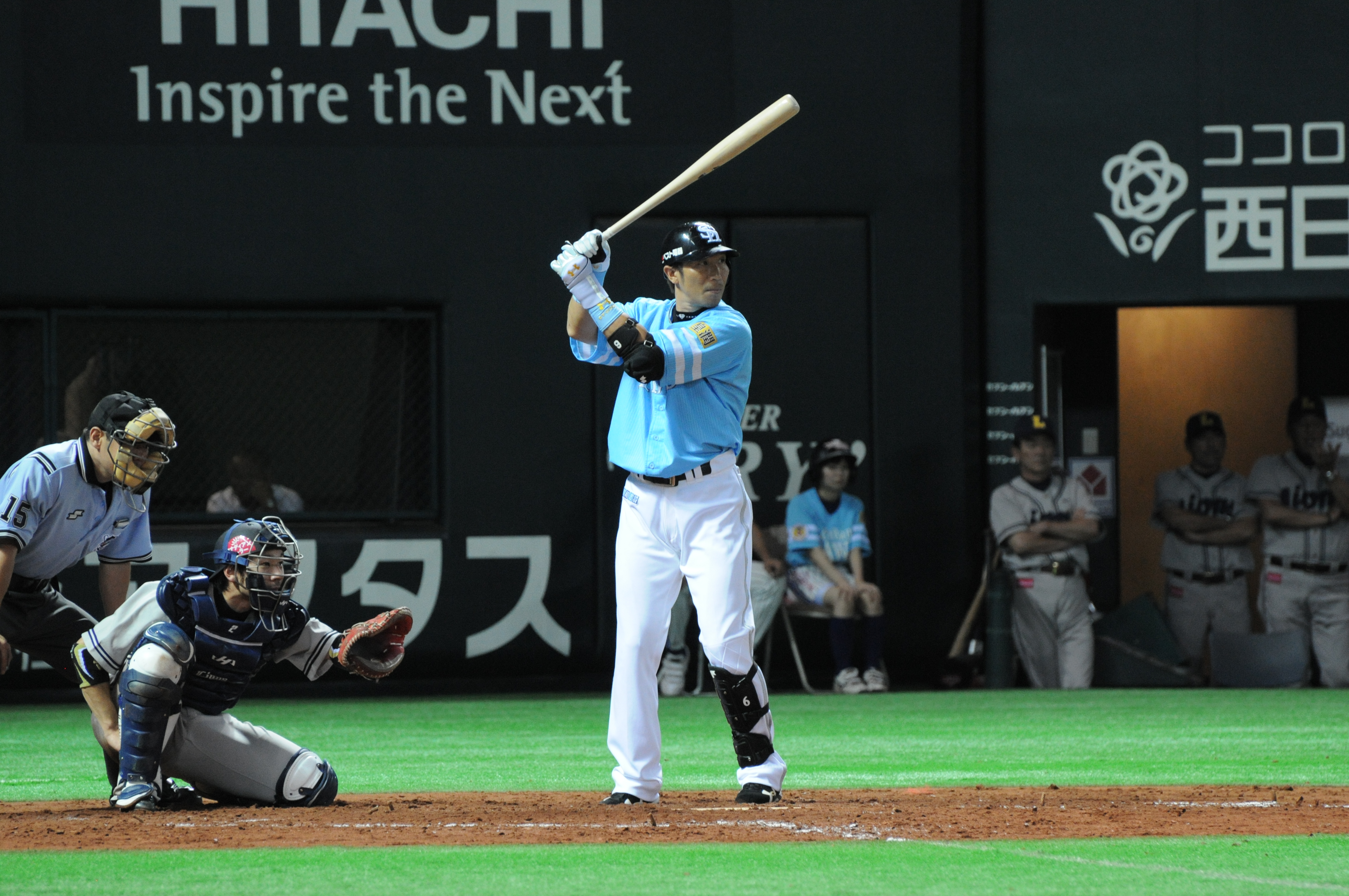
다무라 히토시(2011년 7월 20일, 후쿠오카 돔)

개막 초에는 부진을 겪고 있었지만 5월에 들어가면서 컨디션을 끌어올리고 상태를 있었다. 그러나 6월 8일 요미우리 자이언츠전에서 왼손 새끼 손가락에 사구를 받아 부상을 당해 수술이 필요할 정도의 증상이라는 진단을 받아 등록이 말소되었다. 7월 15일의 지바 롯데전에서 다시 복귀했지만 그 이후에는 성적이 침체되면서 1개월 가깝게 선발 출전이 없는 시기도 있었다. 게다가 10월 6일의 지바 롯데전에서는 자신이 친 타구가 왼발에 맞아 왼쪽 새끼 발가락이 골절되는 등 1년을 통해서 부상이 얼룩질 정도의 암울한 시즌을 보냈다. 첫 출전이 된 일본 시리즈에서는 3차전에서 2점 홈런을 때려냈고 5차전에서는 2타점을 기록하는 등의 맹활약을 했다.

#### 2012년
2012년 11월 5일 팀 동료인 요시카와 데루아키, 가미우치 야스시와 함께 야마모토 쇼고, 에지리 신타로, 요시무라 유키를 상대로 친정팀 요코하마 DeNA 베이스타스로 트레이드됐다.

## 그 후
- 2016년 주니치 드래곤즈에서 선수 은퇴 후 2017년부터 야구해설자로 활동하고 있다.

## 상세 정보

### 출신 학교
- 요코하마 고등학교

### 선수 경력
프로팀 경력
- 요코하마 베이스타스(1995년 ~ 2006년)
- 후쿠오카 소프트뱅크 호크스(2007년 ~ 2012년)
- 요코하마 DeNA 베이스타스(2013년 ~ 2015년)
- 주니치 드래건스(2016년)

국가 대표 경력
- 월드 베이스볼 클래식 일본 국가대표팀(2006년)

### 수상·타이틀 경력
- 베스트 나인: 1회(2010년)
- 우수 JCB·MEP상(2005년)
- 아쓰기 시민 공로상(2006년)

### 개인 기록

#### 첫 기록
- 첫 출장: 1997년 4월 4일, 대 주니치 드래건스 1차전(나고야 돔), 7회초에 모리타 고키의 대타로 출장
- 첫 안타: 1997년 4월 8일, 대 한신 타이거스 1차전(요코하마 스타디움), 8회말에 다무라 쓰토무로부터
- 첫 타점: 1997년 4월 10일, 대 한신 타이거스 3차전(요코하마 스타디움), 8회말에 후루미조 가쓰유키로부터
- 첫 선발 출장: 1997년 4월 22일, 대 한신 타이거스 4차전(한신 고시엔 구장), 8번·우익수로서 선발 출장
- 첫 홈런: 1997년 4월 25일, 대 주니치 드래건스 4차전(요코하마 스타디움), 5회말에 마에다 유키나가로부터
- 첫 도루: 2000년 9월 15일, 대 요미우리 자이언츠 25차전(도쿄 돔), 9회초에 2루 안착(투수: 미사와 고이치, 포수: 무라타 신이치)

#### 기록 달성 경력
- 통산 100홈런: 2005년 9월 17일, 대 요미우리 자이언츠 19차전(요코하마 스타디움), 8회말에 사카이 준야로부터 우중간에 솔로 홈런 ※역대 243번째.
- 통산 150홈런: 2010년 5월 8일, 대 사이타마 세이부 라이온스 8차전(후쿠오카 Yahoo! JAPAN 돔), 6회말에 쉬밍지에로부터 좌월 솔로 홈런 ※역대 153번째.
- 통산 1000경기 출장: 2011년 4월 23일, 대 지바 롯데 마린스 1차전(가고시마 현립 가모이케 야구장), 6번·우익수로 선발 출장 ※역대 440번째.
- 통산 1000안타: 2011년 10월 2일, 대 사이타마 세이부 라이온스 23차전(세이부 돔), 3회초에 이시이 가즈히사로부터 우전 적시타 ※역대 267번째.

#### 홈런에 관한 기록
- 3타석 연속 홈런
  - 2004년 7월 17일, 대 히로시마 도요 카프 전(다카하시 겐, 사타케 겐타, 하야시 마사키로부터 각각 기록)
- 4경기 연속 홈런
  - 2004년(4월 21일 요미우리 자이언츠전으로부터 같은 해 4월 24일 히로시마 도요 카프전에서 기록)
  - 2006년(5월 19일 세이부 라이온스전으로부터 같은 해 5월 23일 후쿠오카 소프트뱅크 호크스전에서 기록)
- 전 구단 상대 홈런: 2009년 6월 2일, 대 요코하마 베이스타스 1차전(후쿠오카 Yahoo! JAPAN 돔), 4회말에 톰 매스트니로부터 좌중간에 결승 2점 홈런 ※역대 16번째.

|    | 날짜            | 상대 팀          | 구장                     | 이닝  | 상대 투수         | 통산 홈런수 |
| -- | --------------- | ---------------- | ------------------------ | ----- | ----------------- | ----------- |
| 1  | 1997년 4월 29일 | 주니치 4차전     | 요코하마 스타디움        | 5회말 | 마에다 유키나가   | 1           |
| 2  | 2000년 6월 20일 | 야쿠르트 9차전   | 메이지 진구 야구장       | 5회초 | 이시이 가즈히사   | 2           |
| 3  | 7월 9일         | 히로시마 15차전  | 히로시마 시민 구장       | 6회초 | 나단 민치         | 3           |
| 4  | 8월 10일        | 요미우리 21차전  | 도쿄 돔                  | 4회초 | 구도 기미야스     | 5           |
| 5  | 9월 24일        | 한신 26차전      | 요코하마 스타디움        | 3회말 | 이가와 게이       | 8           |
| 6  | 2005년 5월 9일  | 라쿠텐 1차전     | 풀캐스트 스타디움 미야기 | 4회초 | 야마무라 히로키   | 82          |
| 7  | 5월 21일        | 세이부 2차전     | 요코하마 스타디움        | 3회말 | 가와하라 준이치   | 83          |
| 8  | 5월 25일        | 소프트뱅크 2차전 | 요코하마 스타디움        | 4회말 | 사이토 가즈미     | 86          |
| 9  | 6월 11일        | 오릭스 5차전     | 요코하마 스타디움        | 2회말 | 가와고에 히데타카 | 91          |
| 10 | 2006년 6월 2일  | 닛폰햄 4차전     | 요코하마 스타디움        | 1회말 | 하시모토 요시타카 | 110         |
| 11 | 2007년 10월 3일 | 지바 롯데 24차전 | 지바 마린 스타디움       | 5회초 | 나루세 요시히사   | 124         |
| 12 | 2009년 6월 2일  | 요코하마 1차전   | 후쿠오카 Yahoo! JAPAN 돔 | 4회말 | 톰 매스트니       | 129         |

### 등번호
- 52(1995년 ~ 1999년, 2013년)
- 55(2000년 ~ 2003년)
- 6(2004년 ~ 2012년)
- 8(2014년 ~ 2015년)
- 215(2016년)

### 등록명
- 多村 仁(1995년 ~ 2009년 5월 21일)
- 多村 仁志(2009년 5월 22일 ~ )

### 연도별 타격 성적
| 연 도      | 소 속      | 경 기 | 타 석 | 타 수 | 득 점 | 안 타 | 2 루 타 | 3 루 타 | 홈 런 | 루 타 | 타 점 | 도 루 | 도 루 자 | 희 생 번 | 희 생 플 | 볼 넷 | 고 4 | 사 구 | 삼 진 | 병 살 타 | 타 율 | 출 루 율 | 장 타 율 | O P S |
| ---------- | ---------- | ----- | ----- | ----- | ----- | ----- | ------- | ------- | ----- | ----- | ----- | ----- | -------- | -------- | -------- | ----- | ---- | ----- | ----- | -------- | ----- | -------- | -------- | ----- |
| 1997년     | 요코하마   | 18    | 27    | 26    | 2     | 7     | 1       | 0       | 1     | 11    | 4     | 0     | 0        | 0        | 1        | 0     | 0    | 0     | 9     | 0        | .269  | .259     | .423     | .682  |
| 2000년     | 요코하마   | 84    | 245   | 226   | 21    | 58    | 6       | 1       | 7     | 87    | 29    | 2     | 0        | 0        | 2        | 13    | 3    | 4     | 64    | 3        | .257  | .306     | .385     | .691  |
| 2001년     | 요코하마   | 33    | 54    | 43    | 8     | 7     | 2       | 0       | 1     | 12    | 2     | 0     | 0        | 0        | 0        | 8     | 2    | 2     | 15    | 1        | .163  | .321     | .279     | .600  |
| 2002년     | 요코하마   | 81    | 196   | 183   | 23    | 43    | 8       | 0       | 5     | 66    | 16    | 3     | 1        | 2        | 0        | 9     | 1    | 2     | 54    | 1        | .235  | .278     | .361     | .639  |
| 2003년     | 요코하마   | 91    | 260   | 242   | 29    | 71    | 12      | 0       | 18    | 137   | 46    | 14    | 7        | 1        | 0        | 12    | 1    | 5     | 65    | 7        | .293  | .340     | .566     | .906  |
| 2004년     | 요코하마   | 123   | 492   | 449   | 80    | 137   | 19      | 2       | 40    | 280   | 100   | 10    | 7        | 1        | 1        | 39    | 0    | 2     | 126   | 8        | .305  | .363     | .624     | .987  |
| 2005년     | 요코하마   | 117   | 499   | 450   | 71    | 137   | 26      | 2       | 31    | 260   | 79    | 2     | 4        | 0        | 1        | 43    | 1    | 4     | 108   | 6        | .304  | .369     | .578     | .947  |
| 2006년     | 요코하마   | 39    | 145   | 127   | 24    | 35    | 3       | 0       | 8     | 62    | 20    | 5     | 1        | 0        | 1        | 14    | 2    | 3     | 29    | 5        | .276  | .359     | .488     | .847  |
| 2007년     | 소프트뱅크 | 132   | 553   | 509   | 61    | 138   | 28      | 3       | 13    | 211   | 68    | 3     | 2        | 2        | 1        | 38    | 0    | 3     | 117   | 8        | .271  | .325     | .415     | .740  |
| 2008년     | 소프트뱅크 | 39    | 158   | 149   | 17    | 45    | 6       | 1       | 3     | 62    | 15    | 0     | 1        | 0        | 1        | 6     | 0    | 2     | 29    | 6        | .302  | .335     | .416     | .751  |
| 2009년     | 소프트뱅크 | 93    | 338   | 308   | 39    | 87    | 17      | 1       | 17    | 157   | 57    | 0     | 1        | 0        | 4        | 22    | 1    | 4     | 66    | 11       | .282  | .334     | .510     | .844  |
| 2010년     | 소프트뱅크 | 140   | 559   | 513   | 74    | 166   | 33      | 1       | 27    | 282   | 89    | 2     | 2        | 0        | 3        | 33    | 2    | 10    | 93    | 11       | .324  | .374     | .550     | .924  |
| 2011년     | 소프트뱅크 | 100   | 356   | 323   | 28    | 78    | 16      | 0       | 4     | 106   | 36    | 1     | 1        | 0        | 1        | 29    | 0    | 3     | 66    | 11       | .241  | .309     | .328     | .637  |
| 통산: 13년 | 통산: 13년 | 1090  | 3882  | 3548  | 477   | 1009  | 177     | 11      | 175   | 1733  | 561   | 42    | 27       | 6        | 16       | 266   | 13   | 44    | 841   | 78       | .284  | .340     | .488     | .828  |

- 2011년 기준.
- 1995년, 1996년, 1998년, 1999년은 1군 출장 없음.

### 연도별 수비 성적
| 연도 | 외야 | 외야 | 외야 | 외야 | 외야 | 외야   |
| 연도 | 경기 | 척살 | 보살 | 실책 | 병살 | 수비율 |
| ---- | ---- | ---- | ---- | ---- | ---- | ------ |
| 1997 | 7    | 5    | 1    | 0    | 0    | 1.000  |
| 2000 | 72   | 130  | 5    | 1    | 1    | .993   |
| 2001 | 27   | 27   | 2    | 0    | 0    | 1.000  |
| 2002 | 69   | 84   | 3    | 1    | 1    | .989   |
| 2003 | 85   | 122  | 2    | 2    | 1    | .984   |
| 2004 | 119  | 243  | 6    | 3    | 2    | .988   |
| 2005 | 115  | 240  | 5    | 3    | 1    | .988   |
| 2006 | 34   | 58   | 0    | 1    | 0    | .983   |
| 2007 | 126  | 223  | 2    | 2    | 1    | .991   |
| 2008 | 36   | 71   | 0    | 1    | 0    | .986   |
| 2009 | 79   | 120  | 3    | 1    | 1    | .992   |
| 2010 | 136  | 226  | 3    | 2    | 0    | .991   |
| 2011 | 83   | 136  | 2    | 2    | 0    | .986   |
| 통산 | 988  | 1685 | 34   | 19   | 8    | .989   |

- 1995년, 1996년, 1998년, 1999년은 1군 출장 없음.